# Leptostylum itaquaquecetubae
Leptostylum itaquaquecetubae là một loài ruồi trong họ Tachinidae.